# Cinomose
Cinomose  é uma doença altamente contagiosa provocada pelo vírus CDV (Canine Distemper Vírus) ou Vírus da Cinomose Canina (VCC) também conhecido como Vírus da Esgana Canina, da família Paramyxoviridae, que atinge animais da família Canidae, Mustelidae, Mephitidae e Procyonidae (entre eles cães, furões e alguns outros animais silvestres). Em Portugal, é também conhecida como esgana. Ela degenera os envoltórios lipídicos que envolvem os axônios dos neurônios, conhecidos como bainha de mielina. Ela afeta a todos os cães, é raro que haja algum que não tenha sido exposto ao vírus, exceto no caso de cães que vivem isolados. Junto com ela, geralmente por bactérias.

## Vacina
As vacinas polivalentes óctupla(V8) e déctupla (V10), que previne a Cinomose é administrada em filhotes a partir de 45 dias de vida, tendo mais duas doses subsequentes com intervalos de 21 dias entre elas. Após a 3° dose, todos os cães necessitam de reforços anuais, independentemente da idade. Só depois da terceira dose é que ele estará protegido da doença.

## Transmissão
Em geral, a transmissão ocorre através do contato com secreções do nariz e boca do animal. Isso pode se dar através de um espirro do animal doente, espalhando a secreção infectante. O vírus da Cinomose tem pouca resistência em nível ambiental, ou seja, fora do organismo do seu hospedeiro, o que facilita o controle ambiental da disseminação da doença, diferentemente do que ocorre com a parvovirose, por exemplo.
As características sistemáticas do inverno desfavorecem a presença deste vírus no ambiente, por isso o cuidado deve ser redobrado nesta época. Apesar da sensibilidade do vírus no ambiente, há muitos relatos de casos de criadores que perderam animais vitimados pela cinomose após serem introduzidos em ambientes onde outros cães haviam morrido anteriormente com a doença, no período que engloba até aos seis meses anteriores. Por esse motivo é aconselhável concluir todo o esquema de vacinação, de pelo menos três doses, antes de introduzi-los nesse ambiente contaminado.

## Sinais Clínicos
A Cinomose  é uma doença muito grave em cães. A descrição clássica em livros e textos é de uma infecção viral aguda caracterizada por febre bifásica, secreções nasal e ocular, indisposição, anorexia, depressão, vômito, diarreia, desidratação, leucopenia, dificuldades respiratórias, hiperceratose do focinho e dos coxins plantares, mioclonia e sintomatologia neurológica.
Tanto os animais tratados quanto os não tratados podem desenvolver sintomatologia degeneração avançada da bainha de mielina, o cão pode apresentar paralisia devido à fragmentação dos neurônios.
Como a maioria dos cães infectados ficam com as pupilas dilatadas, ao notar isso é aconselhável manter o cão em local com pouca luz, isso evitará a queima da retina que pode acarretar cegueira.

## Tratamento
Há até pouco tempo, a cinomose remontava um longo histórico de insucessos no que tange aos tratamentos para animais acometidos. Dois fatores se associavam e possuíam papel importante na manutenção dessa perspectiva negativa.
O primeiro pode ser considerado quase cultural, animais acometidos não recebem a devida atenção até que a doença atinja sua fase nervosa. Durante esta fase não neurológica, os sintomas comumente observados são distúrbios intestinais e respiratórios, apatia, falta de apetite e ressecamento do coxin palmar, e este quadro costuma não ser o bastante para alarmar os proprietários. Sendo o auxílio médico procurado somente quando a doença atinge a fase nervosa e a perturbação do estado do animal é mais chocante.
O segundo fator é decorrente da antiga interpretação que se tinha do mecanismo de ação do vírus na fase nervosa. Supunha-se que as lesões que ocorriam eram resultado de uma reação estritamente auto-imune, como se o vírus da cinomose desencadeasse algo, fosse eliminado, mas a reação desencadeada continuasse. Por isso era preconizada uma intervenção através de anti-inflamatórios e imunossupressores, pois se via uma necessidade de suprimir esta condição de auto-flagelo.
Foi averiguado que a ação dos macrófagos sobre células nervosas é orientada sobre células contaminadas, o que indica que a reação auto-imune é conseqüência direta da presença do vírus. Uma vez constatado isso, fica fácil entender como os fatores citados contribuem para o óbito dos animais infectados: os proprietários buscam ajuda especializada somente quando a doença está em estagio avançado (fase neurológica) e a prescrição de anti-inflamatórios (que são geralmente corticóides) minam o sistema imune do animal, permitindo além da proliferação do vírus, também a reação auto-imune que aumenta como forma de contenção das células infectadas.
Os tratamentos de maior sucesso para cinomose canina são apropriações de tratamentos consagrados para outras enfermidades causadas por vírus similares, como é o caso do Ribavirin e da Vitamina A, que são utilizados no tratamento do sarampo, mesma família e gênero (Paramyxoviridae – Morbilivirus) e do Alfa Interferon, utilizado para o tratamento do sarampo e quando se deseja preservar aves acometidas pela doença de Newcastle, mesma família, mas gêneros diferentes (Paramyxoviridae  – Avulavirus).
As primeiras referências de que tratamentos eficazes para vírus similares poderiam ser efetivos para cinomose surgiram quando trabalhos verificaram que a cinomose era uma doença equiparável ao sarampo  e animais infectados poderiam ser utilizados para o desenvolvimento de novas tecnologias para tratamento do sarampo. A dúvida se para o caso do sarampo a recíproca seria verdadeira foi esclarecida quando estudos verificaram a eficácia de tratamentos clássicos para o sarampo quando estes eram aplicados sobre animais com cinomose.
A primeira constatação foi quando a indução de altos níveis séricos de Vitamina A, que é um tratamento ostensivamente utilizado para tratamento de sarampo  (sendo inclusive recomendado pela Organização Mundial da Saúde), produziu um efeito de 100% de cura em animais experimentalmente infectados. O grupo que não recebeu a suplementação veio todo a óbito. Atualmente já se sabe que retinóides (vitamina A e seus derivados) tem efeito inibidor direto sobre o vírus do sarampo, o que corrobora sua capacidade como tratamento em animais com cinomose.
A constatação da eficácia da Vitamina A no tratamento da cinomose encontra nos carnívoros, especialmente nos cães, um aliado excepcional, que é sua capacidade de conversão da Vitamina A em ésteres não tóxicos. Esta característica dos carnívoros é bem conhecida, o que afasta os riscos de uma possível hipervitaminose decorrente da manutenção de altas doses. Para os cães em especial existe um valor de referência para mensurar o risco da hipervitaminose, um estudo realizado nos Estados Unidos constatou que é preciso uma dosagem de 300 000 UI/kg diária, durante trinta dias, para que os primeiros sinais de hipervitaminose apareçam; e é preciso sessenta dias de ingestão dessa dosagem para levar o animal a óbito. Sendo que esta dosagem, 300 000 UI/kg é sessenta vezes maior do que o limite estabelecido para humanos.
Os mecanismos de ação que explicam sua efetividade no tratamento da cinomose permanecem sem compreensão plena, assim como esta questão também existe para o caso do sarampo. Alguns indícios apontam para uma ação indireta, como a verificação de que há a redução das quantidades de Vitamina A durante a infecção, apontando para a hipótese de que a Vitamina A seja matéria-prima para algum mecanismo de resistência à infecção. A própria característica anti-infectiva  não específica da Vitamina A é um mistério, não havendo no entanto qualquer dúvida sobre sua efetividade, com mecanismos de ação elucidados ou não.
A adoção do Ribavirin como tratamento para cinomose seguiu os mesmos passos da Vitamina A, ele era a princípio utilizado em casos de panencefalite esclerosante subaguda decorrentes do sarampo. A primeira verificação da efetividade se deu in vitro. O que permitiu constatar que o vírus da cinomose é bastante susceptível ao Ribavirin e a seu mecanismo de indução ao error-catastrophe, sendo necessários de 0,02 a 0,05 micro mols para um efeito inibitório na replicação do vírus de 50%.
A principal preocupação na utilização do Ribavirin era o resultado de sua interação com a barreira hemato-encefálica. Sendo o cérebro região imunológicamente privilegiada, a dúvida residia na capacidade do Ribavirin de ultrapassar tal barreira. Um estudo utilizando camundongos com encefalite decorrente do sarampo verificou-se que uma vez que o vírus tenha se estabelecido na fase nervosa, a barreira hemato-encefálica de certa forma tomba, reduzindo a restrição para a ação do Ribavirin nestas áreas. A verificação de todos estes resultados in vivo é resultado de um estudo nacional e foi realizado utilizando apenas animais que já houvessem desenvolvido a fase nervosa da doença, o resultado foi uma eficácia de 80%.  As ressalvas encontradas foram a necessidade de monitoramento do animal devido ao risco de uma leucopenia e também a necessidade da ingestão de alimentos ricos em triglicerídeos de cadeia longa (gorduras) tanto para melhor absorção do medicamento  quanto para preservação das mucosas gástricas, que são bastantes susceptíveis ao Ribavirin.